# Eudesmia
Eudesmia é um gênero de traça pertencente à família Arctiidae.